# Voetbalkampioenschap van Saale-Elster 1927/28
In 1927/28 werd het elfde voetbalkampioenschap van Saale-Elster gespeeld, dat georganiseerd werd door de Midden-Duitse voetbalbond. Naumburger SpVgg 05 werd kampioen en plaatste zich voor de Midden-Duitse eindronde. De club versloeg Riesaer SV 03 en verloor dan van Hallescher FC Wacker. 

## Gauliga
| Plaats | Club                            | Wed. | W  | G | V  | Saldo | Ptn.  |
| ------ | ------------------------------- | ---- | -- | - | -- | ----- | ----- |
| 1.     | Naumburger SpVgg 05             | 18   | 14 | 4 | 0  | 64:13 | 32:4  |
| 2.     | Weißenfelser FV Schwarz-Gelb 03 | 18   | 15 | 1 | 2  | 81:27 | 31:5  |
| 3.     | Zeitzer BC 1903                 | 18   | 9  | 5 | 4  | 55:42 | 23:13 |
| 4.     | SpVgg 1919 Teuchern             | 18   | 10 | 1 | 7  | 49:43 | 21:15 |
| 5.     | SC 1903 Weißenfels              | 18   | 6  | 3 | 9  | 33:38 | 15:21 |
| 6.     | SC 24 Grana/Zeitz               | 18   | 7  | 1 | 10 | 32:50 | 15:21 |
| 7.     | TuRV 1861 Weißenfels            | 18   | 7  | 0 | 11 | 46:41 | 14:22 |
| 8.     | SpVgg 1910 Zeitz                | 18   | 4  | 3 | 11 | 33:63 | 11:25 |
| 9.     | SV Blau-Gelb 07 Weißenfels      | 18   | 5  | 1 | 12 | 30:78 | 11:25 |
| 10.    | BC 1920 Naumburg                | 18   | 2  | 3 | 13 | 24:52 | 7:29  |

|  | Kampioen, geplaatst voor Midden-Duitse eindronde |